# June 1, 1974
June 1, 1974 is het zesde album van de Britse progressieve-rockmusicus Kevin Ayers.
Het is de weergave van een liveconcert dat Ayers samen met John Cale, Eno en Nico op 1 juni 1974 in het Rainbow Theatre in Londen gaf.

## Tracklist
1. Driving Me Backwards - 5:19
2. Baby's on Fire (Brian Eno) - 6:06
3. Heartbreak Hotel - 3:52
4. The End (The Doors) - 9:14
5. May I? - 5:30
6. Shouting in a Bucket Blues - 5:07
7. Stranger in Blue Suede Shoes - 3:27
8. Everybody's Sometime & Some People's All-The-Time Blues - 4:29
9. Two Goes into Four - 2:43

## Bezetting
- Kevin Ayers: zang, gitaar, basgitaar
- Brian Eno: zang, synthesizer
- John Cale: altviool
- Nico: zang

Gasten:
- Mike Oldfield: gitaar
- Ollie Halsall: gitaar
- John Bundrick: keyboards
- Archie Leggett: bas, achtergrondzang
- Eddie Sparrow: drums
- Robert Wyatt: percussion